# Pécsvárad
Pécsvárad (en alemán: Petschwar, en croata: Pečvar) es una ciudad en el condado de Baranya, al sur de Hungría.

## Geografía
Pécsvárad se encuentra en la ladera sur de los montes Mecsek, concretamente en la zona llamada Kelet-Mecsek. Se encuentra al pie del Zengő, el pico más alto de estas montañas, con 682 metros de altura. El Danubio se encuentra a unos 25 kilómetros al este-sureste. Pécs está a 19 kilómetros al sur-suroeste.
El lago Dombay se encuentra en las afueras occidentales del pueblo, a unos dos kilómetros del centro. Se trata de un lago artificial con una zona recreativa.

## Historia

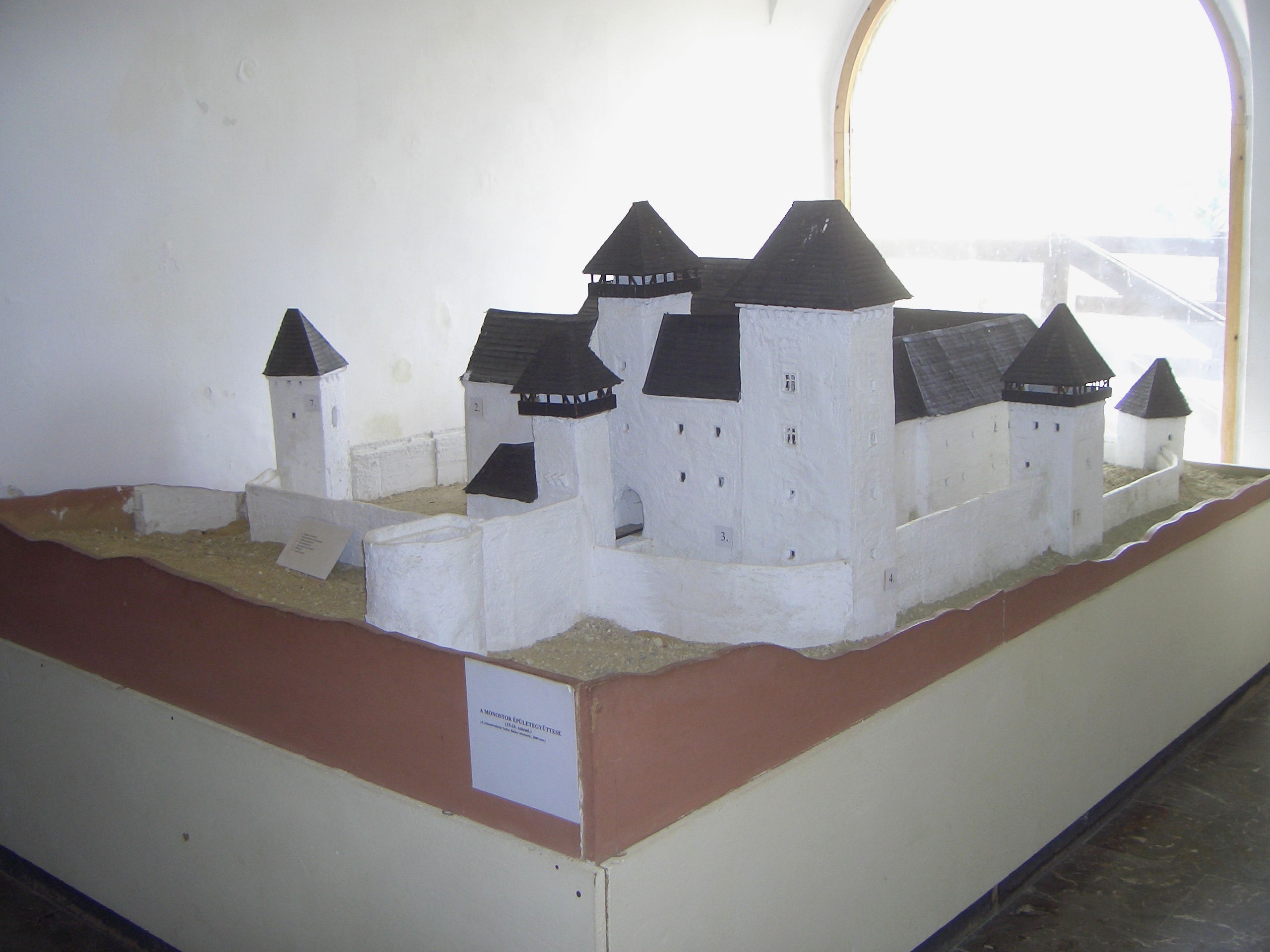
El castillo/monasterio

La historia medieval de Pécsvárad está estrechamente ligada a la Abadía de Pécsvárad, una abadía y castillo que dominaba la ciudad. Fue fundada por Esteban I de Hungría en 1015. Se dice que desde aquí partió posteriormente el obispo Anastasio de Esztergom hacia Roma para recibir la Corona de Hungría. Reyes posteriores expandieron sus posesiones. Tras la Batalla de Mohács de 1526 y la posterior invasión otomana, la abadía fue destruida.

### La ocupación otomana
Durante la ocupación turca, Pécsvárad fue una de las cinco sedes de la corte en Baranya. La ciudad misma comenzó a decaer. En Baranya, los habitantes húngaros del suroeste, sur y sureste de la provincia se convirtieron al calvinismo. Los habitantes de Pécsvárad también se convirtieron al calvinismo. Sin embargo, las parroquias de Pécs, Pécsvárad y Zengővárkony eran islas en una zona mayoritariamente católica.
La derrota turca en la Batalla de Viena de 1683 marcó el fin del dominio otomano en Hungría. Tras la reconquista de Budapest en 1686, un ejército cristiano se dirigió al sur. En octubre de 1686, conquistó Pécs. La conquista definitiva de Baranya por los Habsburgo fue posible gracias a la Batalla de Mohács de agosto de 1687, que condujo a la conquista de Osijek y, finalmente, de Szigetvár.

### El gobierno de los Habsburgo
Tras la reconquista de Baranya, el emperador Habsburgo se apoderó de todas las tierras para el estado. Solo se reconocieron las reclamaciones de quienes poseían tierras y podían demostrar haberlas poseído antes de 1526. Esto, por supuesto, era imposible para la mayoría. De hecho, la mayoría había adquirido sus tierras durante el dominio turco o las había reclamado justo después de la reconquista. La Abadía de Pécsvárad era uno de los pocos terratenientes que podía demostrar reclamaciones anteriores a la ocupación otomana.
Como el estado de los Habsburgo quería obtener ingresos estables de los territorios conquistados, vendió la mayor parte de las tierras en arrendamiento. En 1688, Francesco Giani (en húngaro, Jany), preboste de Csorna, arrendó a la corona un gran número de aldeas. Giani construyó un dominio centrado en la Abadía de Pécsvárad, de la que se convirtió en abad. Sin embargo, esto era solo un dominio; el castillo y su iglesia no fueron reconstruidos.
Giani realizó constantes esfuerzos por convertir la zona al catolicismo. Con la ayuda de los jesuitas y el ejército, logró convertir a muchos calvinistas, entre ellos al pastor de Pécsvárad. Este éxito se debió principalmente a que Giani combinaba autoridad religiosa y mundana. En 1702, Giani falleció y sus tierras fueron devueltas a la corona.

### La Guerra de Independencia de Rákóczi
Giani había establecido a muchos alemanes en sus tierras. En 1702, la aldea de Pécsvárad contaba con 57 familias, 27 de ellas alemanas (el 47%). Una razón para ello fue la conversión al catolicismo de la zona. La otra fue que los colonos artesanos alemanes generarían más ingresos para Giani. Sin embargo, los efectos a largo plazo de los esfuerzos de Giani fueron insignificantes.
En 1703 comenzó la Guerra de Independencia de Rákóczi. En 1704, muchos agricultores de las aldeas que habían estado gobernadas por Giani se unieron a las tropas de Rákóczi, algo que no ocurrió en las demás zonas calvinistas de Baranya. Tras el fin de la guerra en 1711, solo se pudieron encontrar del intento de colonización de Giani en 1713 dos familias alemanas en Pécsvárad y una en Mecseknádasd.

### Segunda ola de colonos
En 1711, el conde Philipp Ludwig von Zinzendorf se convirtió en abad de Pécsvárad. Durante su mandato, entre 1711 y 1735, trajo una nueva oleada de colonos alemanes para asentarse en la zona que pertenecía a la abadía. Estos colonos se quedarían y le darían a Pécsvárad su carácter alemán.

### Donación a la Universidad de Budapest
La reina María Teresa donó el señorío de Pécsvárad a la Universidad de Trnava (Tyrnau). Esta universidad se trasladó a Budapest en 1777, donde se convirtió en la Universidad Eötvös Loránd.
La donación del señorío de Pécsvárad a la universidad hizo que la Tesorería (Königliche Kammer) se hiciera responsable de mantener el señorío. En 1785 o 1786 envió a 8 familias (36 personas) del área del Rin para establecerse en Pécsvárad.

### Descripciones del pueblo
En 1780, Pécsvárad fue mencionado como Pécsvár. Aunque en realidad se trataba de tres pueblos comerciales: Magyar-Pécsvár, con habitantes únicamente húngaros y una abadía del año 1007; Német-Pécsvár con sólo habitantes alemanes y una iglesia católica; y Rátz-Pécsvár con habitantes croatas y una iglesia ortodoxa griega.
En la década de 1830, Pécsvárad contaba con 356 casas y 2 694 habitantes. Había dos iglesias católicas, una ortodoxa y una protestante. Los habitantes vivían de la agricultura, la viticultura, un bosque de castaños, mejillones de agua dulce, la caza y un mercado anual. En la década de 1840, se anotó la existencia del castillo, una fábrica de papel y una mina de carbón. La fábrica de papel podría haber estado en Hird, un pueblo vecino que pertenecía al señorío de Pécsvárad.
Una libreta de direcciones de finales del siglo XIX da una idea de las actividades en Pécsvárad. La gente trabajaba en unos 60 oficios y ocupaciones diferentes. Por ejemplo, había cinco abogados en la ciudad. Otros ejemplos de las ocupaciones existentes en la ciudad eran la existencia de cuatro herreros, seis ebanistas y unos quince molinos. Estos molinos eran probablemente del tipo entonces popular, que consistía en un mecanismo industrial accionado por animales.
Durante el siglo XIX, Pécsvárad siguió siendo un pueblo mixto germano-húngaro. En 1880, contaba con 2 848 habitantes, de los cuales el 42,5% eran húngaros y el 55,4% alemanes. En 1890, contaba con 3 016 habitantes. Posteriormente, la población comenzó a disminuir ligeramente: en 1900, contaba con solo 2 741 habitantes; en 1910, con 2 773; y en 1920, con 2 640, de los cuales el 50,5% eran húngaros y el 48,9% alemanes.

## Lugares de interés notables

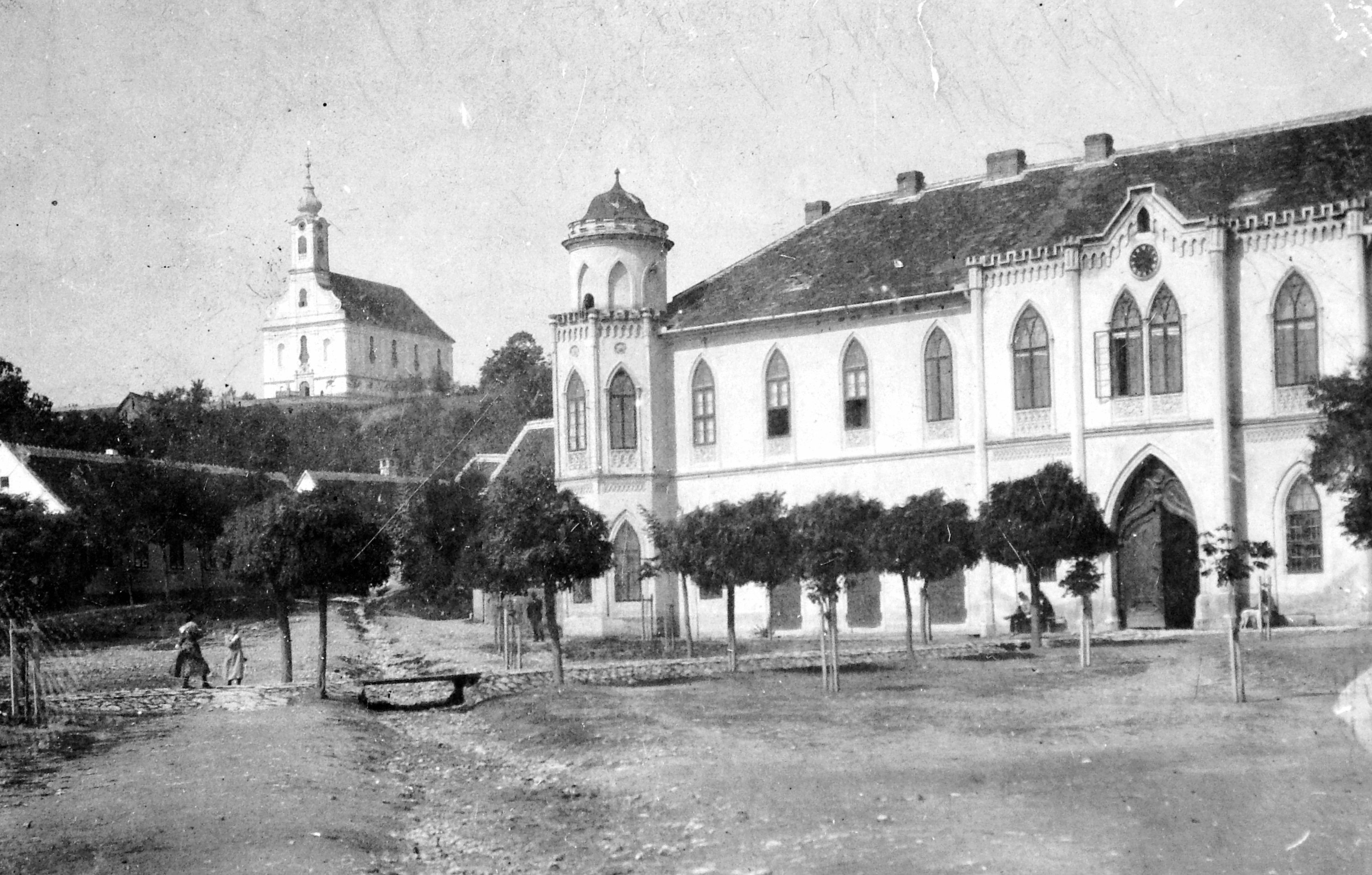
Ayuntamiento

### Abadía benedictina
La antigua abadía benedictina de Pécsvárad es de importancia nacional. Las murallas medievales y algunas torres de la abadía aún se conservan. El complejo fue restaurado a principios del siglo XXI, dejando visibles los cimientos de las estructuras medievales. Actualmente se utiliza como museo y hotel.

### Ayuntamiento
El ayuntamiento de Pécsvárad es un edificio protegido. Fue diseñado por el arquitecto Ágoston Gianone, de ascendencia italiana. Se construyó entre 1855 y 1857 en estilo neogótico. Entre los muchos ayuntamientos construidos en aquella época, este destacaba por sus dos pequeñas torres.

### Cuartel de Caballería
A principios del siglo XIX, Pécsvárad contaba con un gran cuartel. Este estaba destinado a albergar un regimiento de caballería, estacionado permanentemente en la zona. El edificio está protegido. Es de origen barroco, modificado en el siglo XIX. Actualmente es una escuela.

### Otros lugares de interés
Frente al cuartel, había un gran hospital militar. Cerca hay un cementerio y un monumento a algunos soldados soviéticos que murieron en la zona. En la cercana estación de tren, ya desaparecida, hay un vagón que es un monumento a la expulsión masiva de ciudadanos alemanes y húngaros de la zona durante la ocupación soviética.

## Transporte

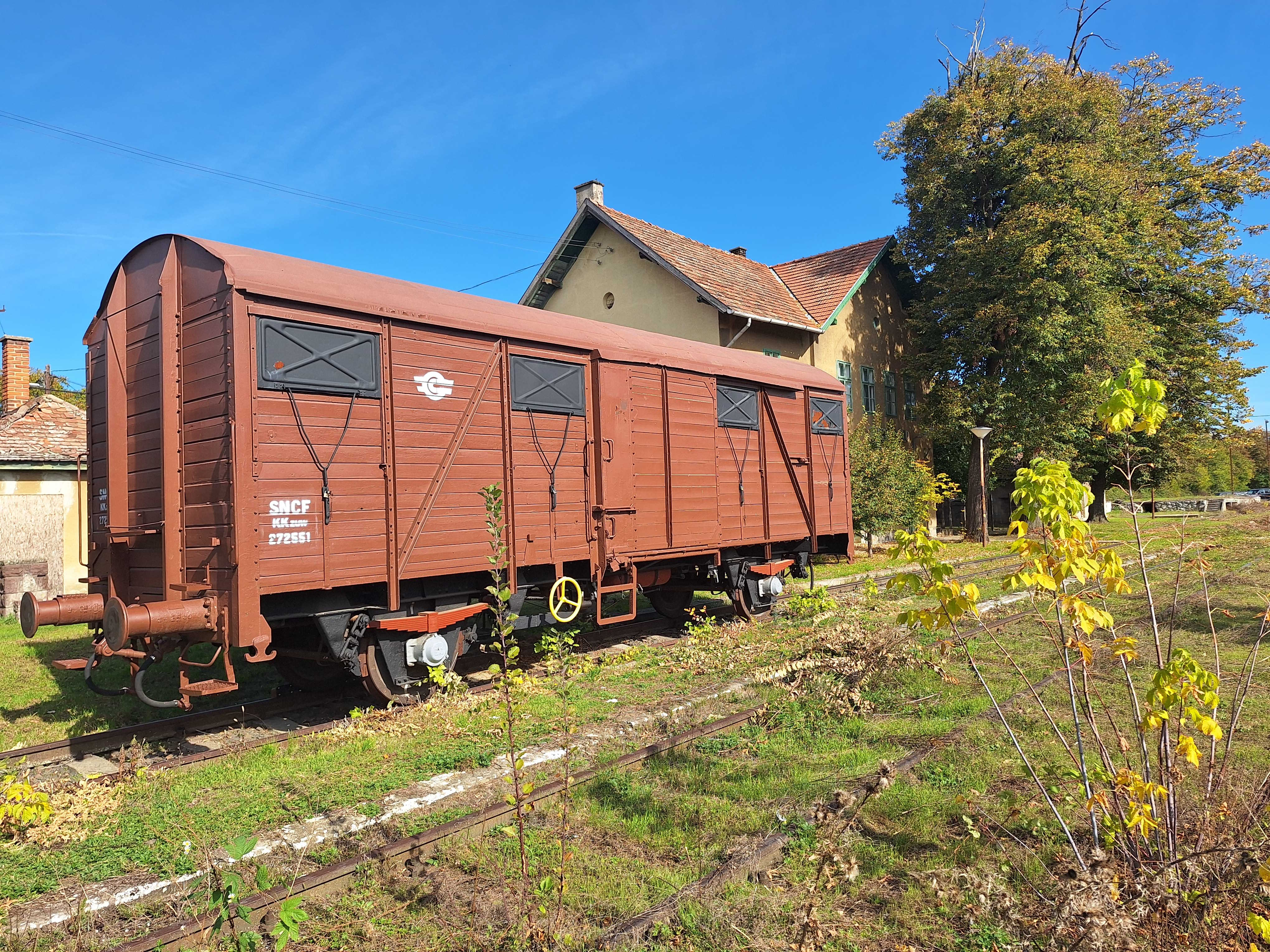
Monumento a las deportaciones soviéticas de finales de la década de 1940

Pécsvárad está a 19 kilómetros de Pécs, el centro del este de Mecsek. En 1817 se construyó una carretera desde Pécs vía Pécsvárad hasta Budapest. Pécsvárad se encuentra ahora al lado de la nueva carretera principal 6.
Pécsvárad se encuentra en la línea ferroviaria Pécs-Bátaszék, ahora desaparecida. Esta línea se inauguró el 30 de junio de 1911. Entre Pécs y Bátaszék tenía 14 paradas. La línea incluía un tramo de 3,8 km entre Mecsekszabolcs y Uszög. En Bátaszék conectaba con los Ferrocarriles Estatales Húngaros. En Pécs y sus alrededores conectaba con otras líneas. Para los pasajeros, la línea era un servicio local. En sus últimos años, operó el autocar ČSD Clase M 152.0.
A partir de 1997, el tráfico de pasajeros en la línea Pécs-Bátaszék se redujo gradualmente. Poco después, se incorporó el transporte de mercancías. La línea se suspendió definitivamente en 2009. La línea era muy lenta, debido también a sus curvas. Por lo tanto, para los residentes locales, los autobuses, aunque menos cómodos, eran una mejor opción.

## Ciudades hermanadas
Pécsvárad está hermanada con:
- Hausmannstätten, Austria
- Jur nad Hronom, Eslovaquia
- Külsheim, Alemania
- Pannonhalma, Hungría
- Satu Mare, Rumanía
- Unterschleißheim, Alemania
- Velyki Berehy, Ucrania

## Galería

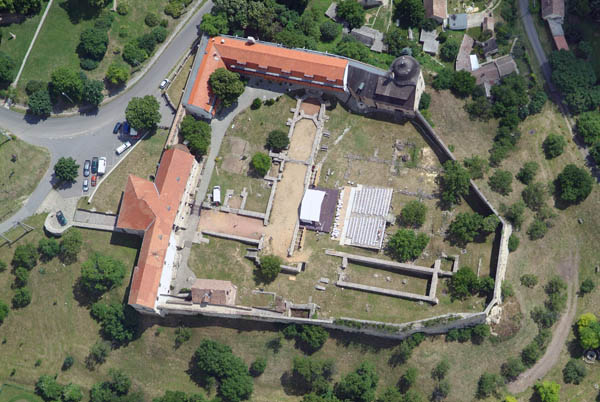
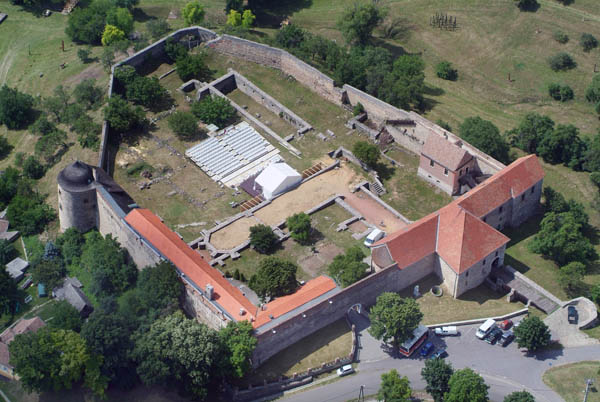
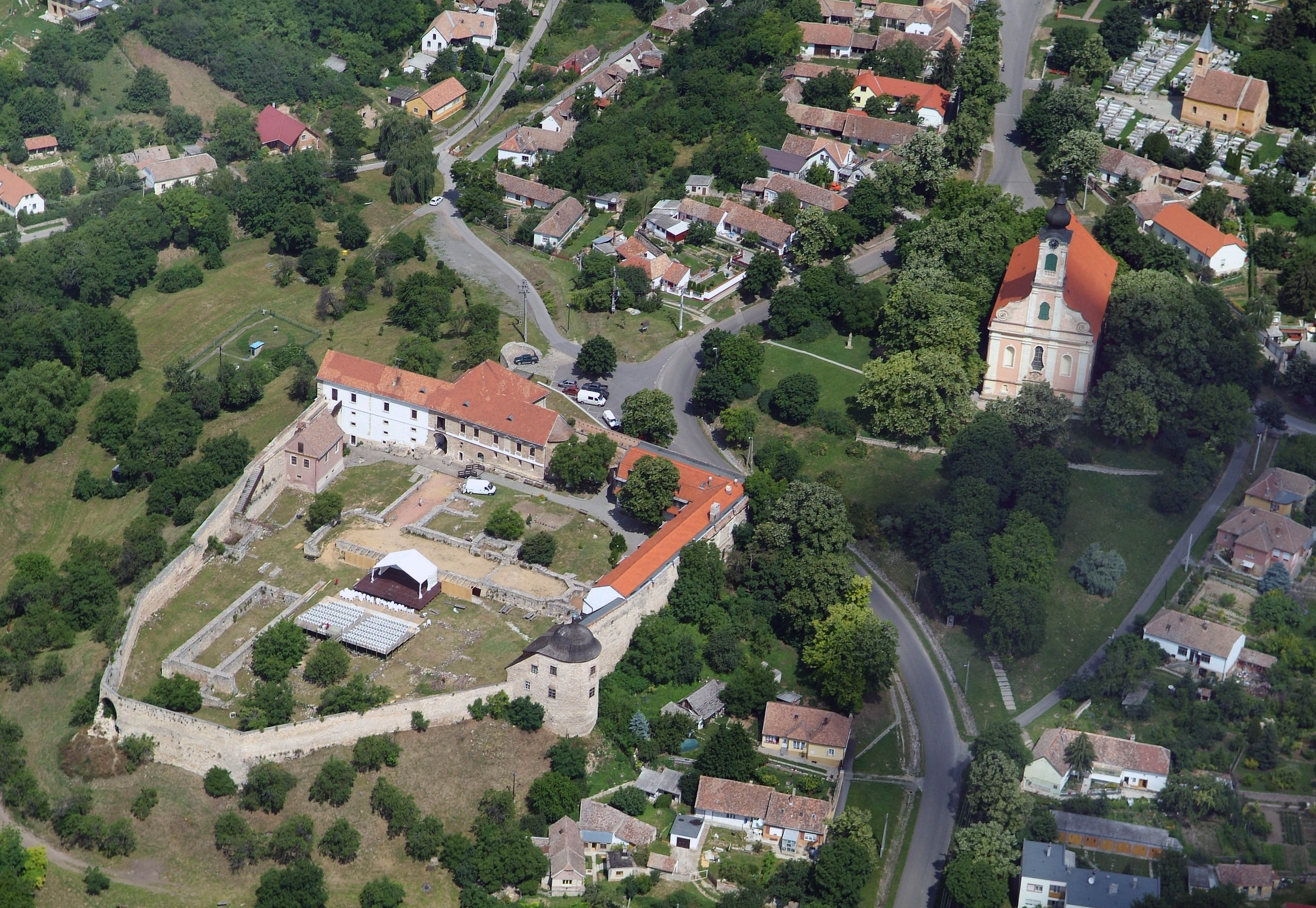

## Personas notables
- Endre Nemes (1909-1985), artista